# Turnabout Reclaimed
Turnabout Reclaimed (逆転の帰還 Gyakuten no Kikan?, "Helomvändningens återkomst") är en expansion till visuell roman-äventyrsspelet Phoenix Wright: Ace Attorney: Dual Destinies, och utvecklades och släpptes av Capcom till Nintendo 3DS via Nintendo Eshop den 15 augusti 2013 i Japan, och den 21 november samma år i Europa, Australien och Nordamerika. En IOS-version släpptes den 7 augusti 2014 i Japan, och den 14 augusti 2014 i Väst.
Expansionen består av ett brottsfall, och går att spelas efter att spelaren har löst det första brottsfallet i Dual Destinies. Efter att han eller hon har klarat av Turnabout Reclaimed låses en ny klädsel upp som huvudfiguren Phoenix Wright kan ha på sig; detta är den klädsel han hade på sig i det första fallet i det tidigare spelet Trials and Tribulations.

## Gameplay
Se även: Gameplay i Phoenix Wright: Ace Attorney: Dual Destinies
Gameplayen är till stor del den samma som i Dual Destinies; spelaren spelar som försvarsadvokaten Phoenix Wright som måste bevisa sin klients oskuld. Detta görs genom att genomsöka brottsplatsen, leta efter bevismaterial och intervjua vittnen, och genom att under rättegångar korsförhöra vittnen och lägga fram teorier om hur brottet kan ha begåtts.
De figur-specifika gameplayelement som används i Turnabout Reclaimed är Phoenix Wrights magatama och Psyche-Locks, som används under intervjuer med vittnen för att se om de bär på en hemlighet; och Athena Cykes Mood Matrix, som används under korsförhör för att se om det vittnet säger stämmer överens med hur de säger det. Dessutom så kan spelaren vid ett tillfälle undersöka brottsplatsen genom att spraya luminol för att leta efter spår av blod; detta gameplayelement användes tidigare i Phoenix Wright, Apollo Justice och Gyakuten Kenji 2, men inte i Dual Destinies.

## Handling
Fallet utspelar sig mellan kapitlen "The Monstrous Turnabout" och "Turnabout Academy" i Dual Destinies, och är Phoenix första fall sedan han förlorade sin advokatlicens efter Trials and Tribulations. Hans klient är denna gång djurtränaren Sasha Buckler, vars späckhuggare Ora "Orla" Shipley misstänks ha dödat akvariets ägare, kapten Jack Shipley. Åklagaren i fallet är Simon Blackquill.

### Huvudfigurer
Se även: Huvudfigurer i Phoenix Wright: Ace Attorney: Dual Destinies
Phoenix Wright (成歩堂 龍一 Naruhodō Ryūichi?)Phoenix är spelarfiguren i Turnabout Reclaimed, och är en försvarsadvokat på den kombinerade talangagenturen och advokabyrån Wright Anything Agency, som han driver tillsammans med sin dotter.
Athena Cykes (希月 心音 Kizuki Kokone?)Athena är en nyutexaminerad advokat som arbetar på Wright Anything Agency.
Sasha Buckler (羽美野 翔子 Umino Shouko?)Sasha är Phoenix klient, och jobbar som djurtränare på Shipshape Aquarium.
Simon Blackquill (夕神　迅 Yūgami Jin?)Blackquill är åklagaren för fallet, trots att han är dömd för mord.
Norma DePlume (浦鳥 麗華 Uratori Reika?)DePlume är författare, och ett av vittnena.
Herman Crab (巣古森 学 Sugomori Gaku?)Crab är veterinär på Shipshape Aquarium, och ett av vittnena.
Marlon Rimes (伊塚 育也 Itsuka Ikuya?)Marlon är akvarist och rappare, och ett av vittnena.
Pearl Fey (綾里 春美 Ayasato Harumi?)Pearl är en flicka som tränar till att bli ett andemedium, och som besökte Shipshape Aquarium under sitt sommarläger.
Bobby Fulbright (番　轟三 Ban Gōzō?)Fulbright är detektiven som har hand om fallet, och är Blackquills övervakare.

## Utveckling
I en intervju med Capcoms lokaliseringsregissör Janet Hsu, sade Turnabout Reclaimeds författare Yuki Nakamura att det första hon bestämde sig för var att den åtalade skulle vara en späckhuggare och att fallet skulle utspela sig på ett akvarium. Vid ett skede när hon brainstormade idéer kom hon på tanken att göra en "oförglömlig" öppningssekvens, i vilket vakter och detektiv Fulbright upptäcker att någon har rymt och pratar kort med varandra om att de snabbt måste få fast honom. Poängen var att spelaren skulle bli ledd till att tro att Blackquill hade brutit sig ut från fängelset, men efter detta visar kameran att rymligen egentligen är en späckhuggare.
Enligt Nakamura så var tanken med den här tidiga versionen av Turnabout Reclaimed att skatter ständigt stjäls från ett till synes ointagligt akvarium, att en späckhuggare tros ligga bakom det hela, och att den efter stölden har tagit sig till havet där den anfaller människor som vistas på stranden.

## Mottagande
| Mottagande      | Mottagande    |
| Samlingsbetyg   | Samlingsbetyg |
| Tjänst          | Betyg         |
| --------------- | ------------- |
| Gamerankings    | 80%           |
| Metacritic      | N/A           |
| Recensionsbetyg |               |
| Publikation     | Betyg         |
| Hardcore Gamer  | 4/5           |

Geoff Thew skrev i sin recension för Hardcore Gamer att tonen på Turnabout Reclaimeds dialog var mer humoristisk än tidigare fall i serien, men att han inte såg det som något negativt. Han påpekade också att medan berättandetekniken och karaktärsutvecklingen i Dual Destinies var invävd i hela spelet, vilket ledde till en bättre berättelse för spelet som helhet, gav det individuella fall mindre "andningsutrymme"; detta kunde Turnabout Reclaimed undvika, då det enligt Thew är ett mer fristående verk, och ett bra "utfyllnadsfall", något som han ansåg att de senaste spelen i serien hade saknat. Thew ansåg dock att mysteriet i Turnabout Reclaimed inte var riktigt tillräckligt; han sade att det har intressanta vändningar, men att det var för lätt att räkna ut vad som hade hänt i fallet.
Abraham Ashton Liu skrev för RPG Fan att han gillade vändningarna precis i slutet av fallet som han tyckte var särskilt kluriga, och att slutet var tillfredsställande. Han gillade också de "bisarra och surrealistiska" situationer som Phoenix hamnar i, men önskade att Apollo Justice skulle ha haft en större roll, och påpekade att antalet figurer i fallet är relativt litet, vilket gjorde det lättare att räkna ut vem som låg bakom det hela. Liu skrev vidare att användandet av luminolspray var "över innan spelaren vet ordet av", men att han var nöjd med expansionen och gladeligen skulle betala för fler sådana fall, så länge de höll samma klass.
Pseudonymen The Trist skrev för Screw Attack att han gillade hur figurdesignerna och brottsplatsen följde samma tema, och att motivet bakom Shipleys död inte var ett "svarthjärtat mord". The Trist kritiserade dock hur Turnabout Reclaimed inte påverkade Dual Destinies berättelse, och sade att om någon bara hade spelat huvudspelet hade han eller hon inte haft en aning om att Turnabout Reclaimed utspelade sig i mitten av det. Han jämförde expansionen med "Rise from the Ashes", det femte fallet i Phoenix Wright, som utvecklades i efterhand och gavs ut med Nintendo DS-versionen av spelet, men inte Game Boy Advance-versionen, och sade att medan "Rise from the Ashes" förvisso utspelar sig efter huvudspelet och har en egen berättelse, så handlar den om huvudspelets följder, och lägger grunden till Justice for All. Han föreslog att om Turnabout Reclaimed hade utspelat sig efter slutet på Dual Destinies, så hade det kunnat ta upp ämnen som hur Simon Blackquill hanterar sin nyfunna frihet, och givit en mer djupgående inblick i hans karaktär. The Trist tyckte att Turnabout Reclaimed är en av de bästa Ace Attorney-brottsfallen på ett bra tag, och att den var det fall i Dual Destinies som hade bäst cutscenes.